# Handjeklap

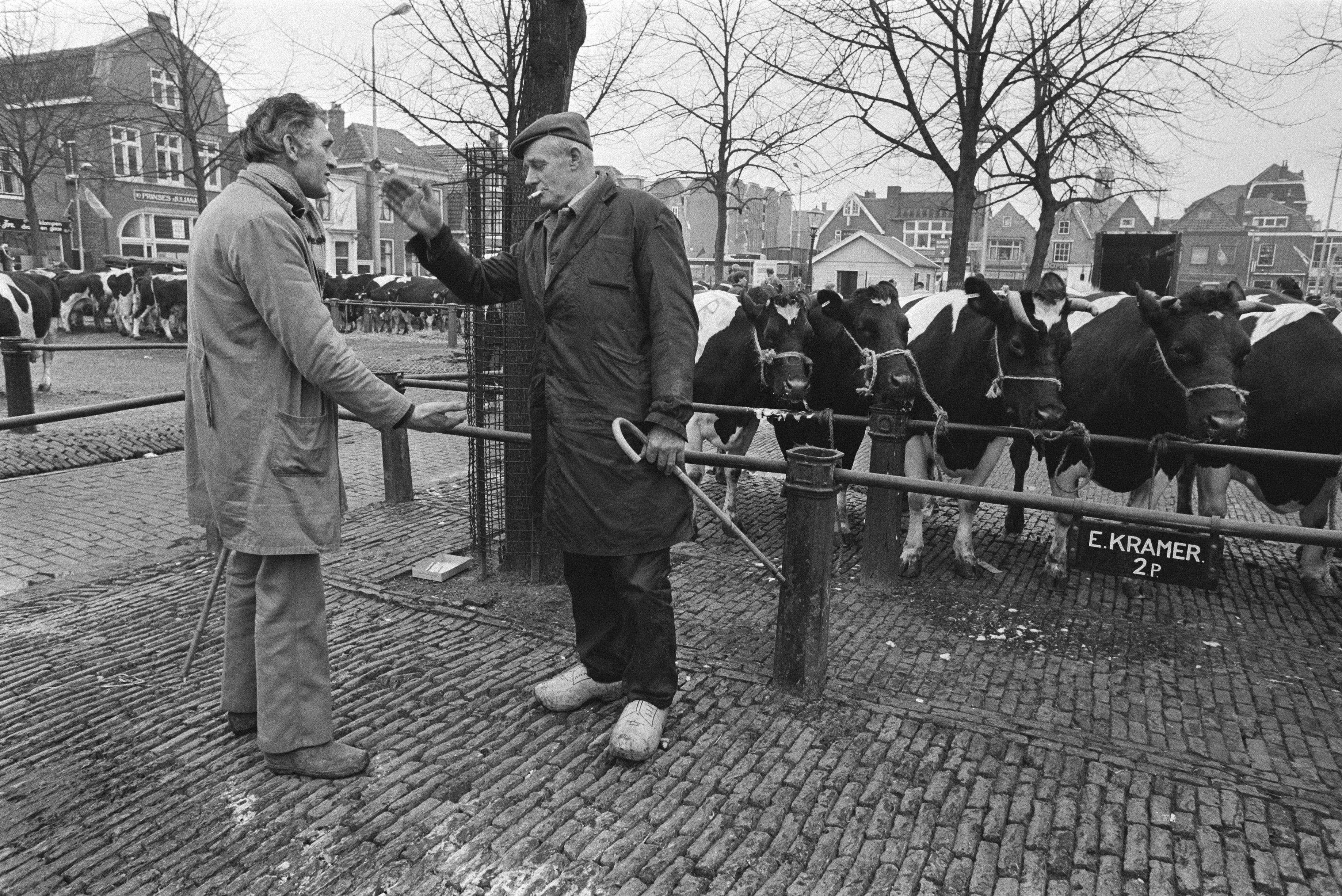
Veemarkt Purmerend

Handjeklap is een begrip met meerdere betekenissen.

## Kinderspel
In de 17e eeuw kende men al handjeklap als kinderspel. Het wordt gespeeld met minimaal acht kinderen die in twee groepen worden verdeeld. Het doel is om met een hand op de rug en de ander vooruitgestoken, de ander drie keer een klap in de hand te geven. Hierna moet de 'klapper' zich snel achter een lijn op de vloer terugtrekken, want na de derde klap mag de tegenspeler hem aftikken. Als de persoon in kwestie getikt is sluit hij aan bij de ploeg van de tikker. Dit gaat zo door tot weer één grote groep is gevormd. Handjeklap wordt ook wel met 2 personen gespeeld. Hierbij staan de 2 personen tegenover elkaar, ze hebben beiden hun handen op elkaar en de een probeert de handen van de ander in zijn eigen handen te klappen.

## Handel
In de handel onderhandelde men vroeger veel 'bij handslag'. Onder meer op de veemarkt en - zoals blijkt uit nevenstaand filmpje - de kaasmarkt verwisselde op die wijze handelswaar van eigenaar. Verkoper en geïnteresseerde slaan elkaar bij het loven en bieden in de hand om een prijs overeen te komen. Dit gaat net zo lang door tot de betrokken partijen overeenstemming over de prijs hebben bereikt. In dat geval geeft de verkoper geen klap, maar een handdruk.

## Overige betekenissen
- In de uitdrukking 'handjeklap spelen' heeft het de betekenis van onder één hoedje spelen.
- In de politiek gaat het meer om het uitruilen van in te nemen standpunten. "Als jij hier bij mij voor/tegen stemt, zal ik bij jou voor/tegen stemmen."
- Handjeklap begonia is een enigszins gedateerd eufemisme voor homoseksualiteit.

## Varia
Handjeklap komt voor in de bekende pausparodie van het televisieprogramma Pisa uit 1985, Popie Jopie. Hierin onderhandelen een veehandelaar en de paus (gespeeld door Henk Spaan) om een koe, zonder dat de kerkleider door heeft wat hij aan het doen is. Aan het eind van de sketch begrijpt de paus tot zijn ontstentenis dat hij een koe heeft aangeschaft.